# HTTP/2
HTTP/2 (изначально HTTP/2.0) — вторая крупная версия сетевого протокола HTTP, используемая для доступа к World Wide Web. Протокол основан на SPDY. HTTP/2 был разработан рабочей группой Hypertext Transfer Protocol working group (httpbis, где bis означает «ещё раз», «повторно», «на бис») из Инженерного совета Интернета.
HTTP/2 является первой новой версией HTTP с версии HTTP 1.1, которая была стандартизирована RFC 2616 в 1999. Рабочая группа представила протокол HTTP/2 на рассмотрение IESG как Proposed Standard в декабре 2014 и IESG утвердила его к публикации как Proposed Standard 17 февраля 2015 года. Спецификация HTTP/2 была опубликована как RFC 7540 в мае 2015 года.
Усилия по стандартизации являются ответом на разработку SPDY (HTTP-совместимый протокол, разработанный Google и поддерживаемый браузерами Chrome, Opera, Firefox, Internet Explorer 11, Safari и Amazon Silk).
9 февраля 2015 года Google объявила о планах прекратить поддержку SPDY в Chrome в начале 2016 года в пользу HTTP/2 (Chrome 40+).
По данным W3Techs на 1 февраля 2021 года, 50,2 % из 10 млн самых популярных интернет-сайтов поддерживают протокол HTTP/2.

## Цели
- Добавить механизмы согласования протокола, клиент и сервер могут использовать HTTP 1.1, 2.0 или, гипотетически, иные, не HTTP-протоколы.
- Поддержать совместимость с многими концепциями HTTP 1.1, например по набору методов доступа (GET, PUT, POST и т. п.), статусным кодам, формату URI, большому количеству заголовков
- Уменьшение задержек доступа для ускорения загрузки страниц, в частности путём:
  - сжатия данных в заголовках HTTP;
  - использования push-технологий на серверной стороне;
  - конвейеризации запросов;
  - устранения проблемы блокировки «head-of-line» протоколов HTTP 1.0/1.1;
  - мультиплексирования множества запросов в одном соединении TCP.
- Сохранение совместимости с широко внедрёнными применениями HTTP, в том числе с веб-браузерами (полноценными и мобильными), API, используемыми в Интернете, веб-серверами, прокси-серверами, обратными прокси-серверами, сетями доставки контента

## Отличия от HTTP/1.1
Протокол HTTP/2 является бинарным. По сравнению с предыдущим стандартом изменены способы разбиения данных на фрагменты и транспортирования их между сервером и клиентом.
В HTTP/2 сервер имеет право послать то содержимое, которое ещё не было запрошено клиентом. Это позволит серверу сразу выслать дополнительные файлы, которые потребуются браузеру для отображения страниц, без необходимости анализа браузером основной страницы и запрашивания необходимых дополнений.
Также часть улучшений получена (в первом черновике HTTP/2, который представлял собой копию спецификации SPDY) за счёт мультиплексирования запросов и ответов (для преодоления проблемы «head-of-line blocking» протоколов HTTP/1.x), а также за счёт сжатия передаваемых заголовков и введения явной приоритизации запросов.

## Шифрование
HTTP/2 определён как для HTTP URI (то есть без шифрования), так и для HTTPS URI (поверх TLS 1.2 и выше).
Хотя стандарт определяет шифрование как необязательное, для большинства клиентских реализаций (Firefox, Chrome, Safari, Opera, IE, Edge) возможно использование HTTP/2 только поверх TLS.

## Поддержка
Популярные веб-браузеры в основном поддерживают HTTP/2 с конца 2015 года:
- Chrome и другие, основанные на Chromium/Blink, поддерживают HTTP/2. Поддерживается только режим HTTP/2 поверх TLS[18];
- Chrome for iOS поддерживает HTTP/2;
- Firefox поддерживает HTTP/2 с версии 36[19]. Экспериментальная поддержка HTTP/2 была изначально обеспечена в версии 34[20][21]. Поддерживается только режим HTTP/2 поверх TLS[22];
- Internet Explorer поддерживает HTTP/2 с версии 11, но только для Windows 8.1. Поддерживается только режим HTTP/2 поверх TLS[23];
- Microsoft Edge поддерживает HTTP/2;
- Opera как основанный на Chromium/Blink поддерживает HTTP/2 с начала 2014 года;
- Safari 9 поддерживает HTTP/2.

Поддержка веб-серверами:
- IIS поддерживает HTTP/2 в Windows 10[24] и Windows Server 2016;
- Apache 2.4.17 поддерживает HTTP/2 через модуль mod_http2 module[25];
- nginx 1.9.5 поддерживает HTTP/2[26].

19 декабря 2016 года Google объявила, что Googlebot теперь поддерживает HTTP/2.